# Máscara de Calakmul
La Máscara de Calakmul es una máscara de jade considerada una obra maestra de la cultura maya encontrada en la antigua ciudad maya de Calakmul en el estado de Campeche, México como parte de la ofrenda funeraria de la tumba 1 de la estructura VII. La máscara es una compleja representación del rostro divinizado de un gobernante de la ciudad integrado por varios elementos iconográficos de la cosmovisión y mitología maya que lo vinculan con atributos sagrados. La elaboración de la máscara esta datada entre los años 660 al 750 d. C., correspondiente al periodo clásico tardío de la civilización maya.
La máscara de Calakmul está hecha de 57 teselas de jade con detalles de concha blanca y obsidiana, materiales con un importante significado simbólico dentro de la cosmovisión maya. La pieza representa el rostro consagrado del gobernante con un semblante imponente mirando al frente y con la boca abierta como la cueva sagrada de la que sale el aliento vital del gobernante marcando su exhalación en una pieza de concha blanca que simboliza su paso a la muerte. Porta un fino tocado que representa el concepto mitológico de la montaña sagrada (wits) con detalles alusivos al dios del maíz, y largas orejeras de jade en forma de flor de cuatro pétalos en referencia a la estructura del cosmos sagrado maya el cual según la cosmovisión fue definido por cuatro esquinas y un centro que conecta el espacio terrenal con el celestial y el inframundo desde la creación del universo, debajo de estas se encuentran los colmillos de la serpiente, un animal que dentro de la mitología maya tenía la habilidad de desplazarse por los tres niveles del universo además de reivindicar el poder del linaje Kaanu'l (serpiente) al que pertenecía el gobernante. Debajo del rosto abre sus alas una mariposa de jade como un símbolo del alma en movimiento del gobernante, un aspecto que dentro de la mitología maya representaba el constante ciclo y transformación de la naturaleza como lo hacia el alma del gobernante al momento de trascender al espacio sagrado.
Fue encontrada en el año 1984 dentro de la tumba 1 de la estructura VII de Calakmul como parte del rico ajuar funerario de un gobernante no identificado de la dinastía Kaanu'l, aunque algunas investigaciones arqueológicas sugieren que pudo tratarse del entierro del gobernante Yuknoom Yich'aak K'ahk' que gobernó Calakmul entre los años 686 al 698 para ese entonces segunda capital del reino Kaan. Desde su descubrimiento se convirtió en una de las piezas más representativas y emblemáticas de la cultura maya y del arte mesoamericano, así como uno de los mayores tesoros arqueológicos prehispánicos en México. Actualmente se encuentra en exhibición en el Museo de Arquitectura Maya Baluarte de la Soledad en la ciudad de Campeche.

## Máscaras de jade de Calakmul
La Máscara de Calakmul es una de varias máscaras de jade que se han encontrado dentro de las estructuras de la ciudad, sin embargo, destaca por ser la más compleja y elaborada de todas. La colocación de máscaras de jade en los entierros reales por el simbolismo sagrado del jade para acompañar al difunto en su viaje por el inframundo fue una importante tradición funeraria de la dinastía Kaanu'l que gobernó en Calakmul a partir del siglo VII, este tipo de piezas también se han encontrado en abundancia en las tumbas reales de Dzibanché, lugar de origen de este linaje.

Otras máscaras de jade encontradas en Calakmul
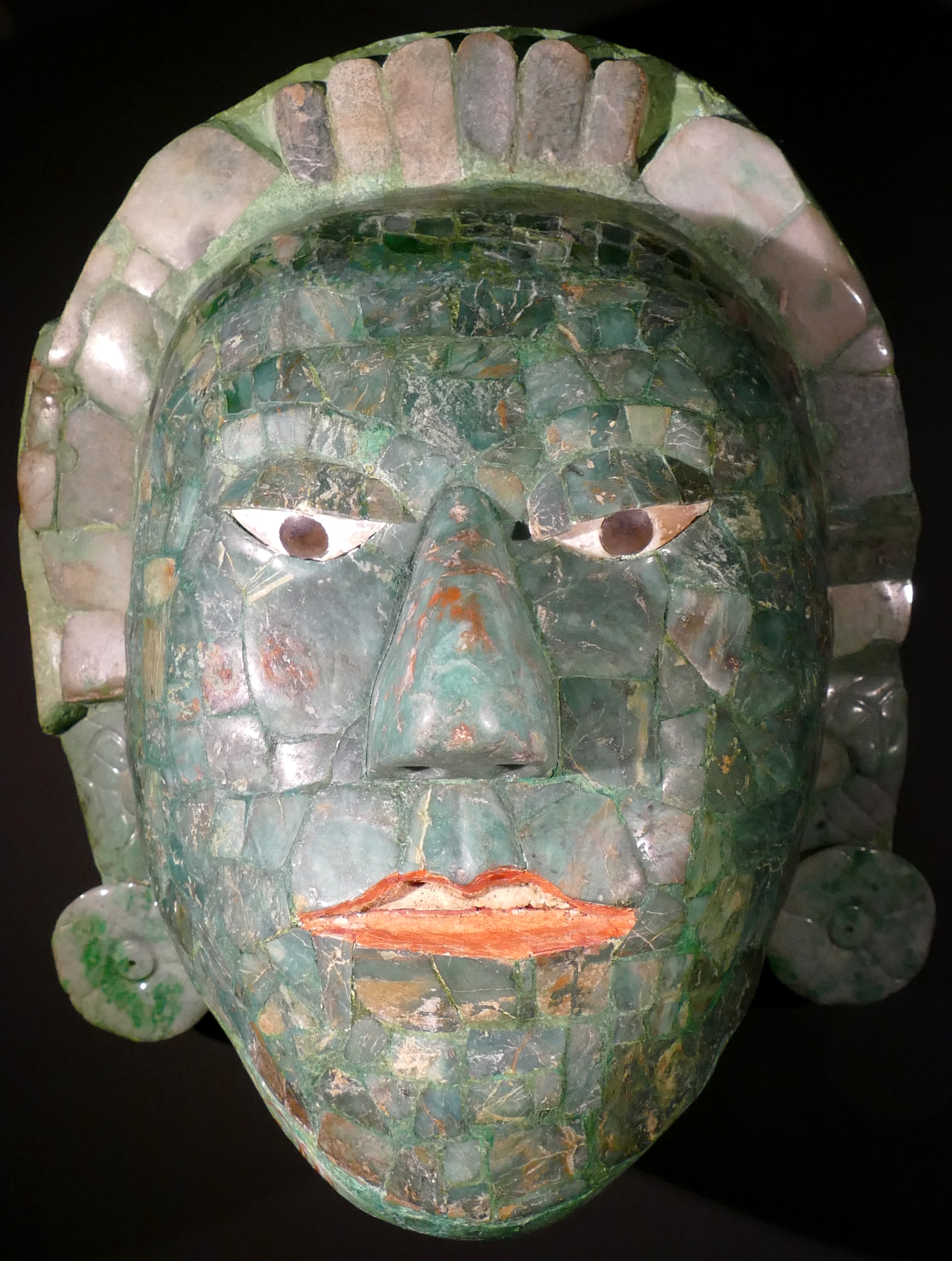
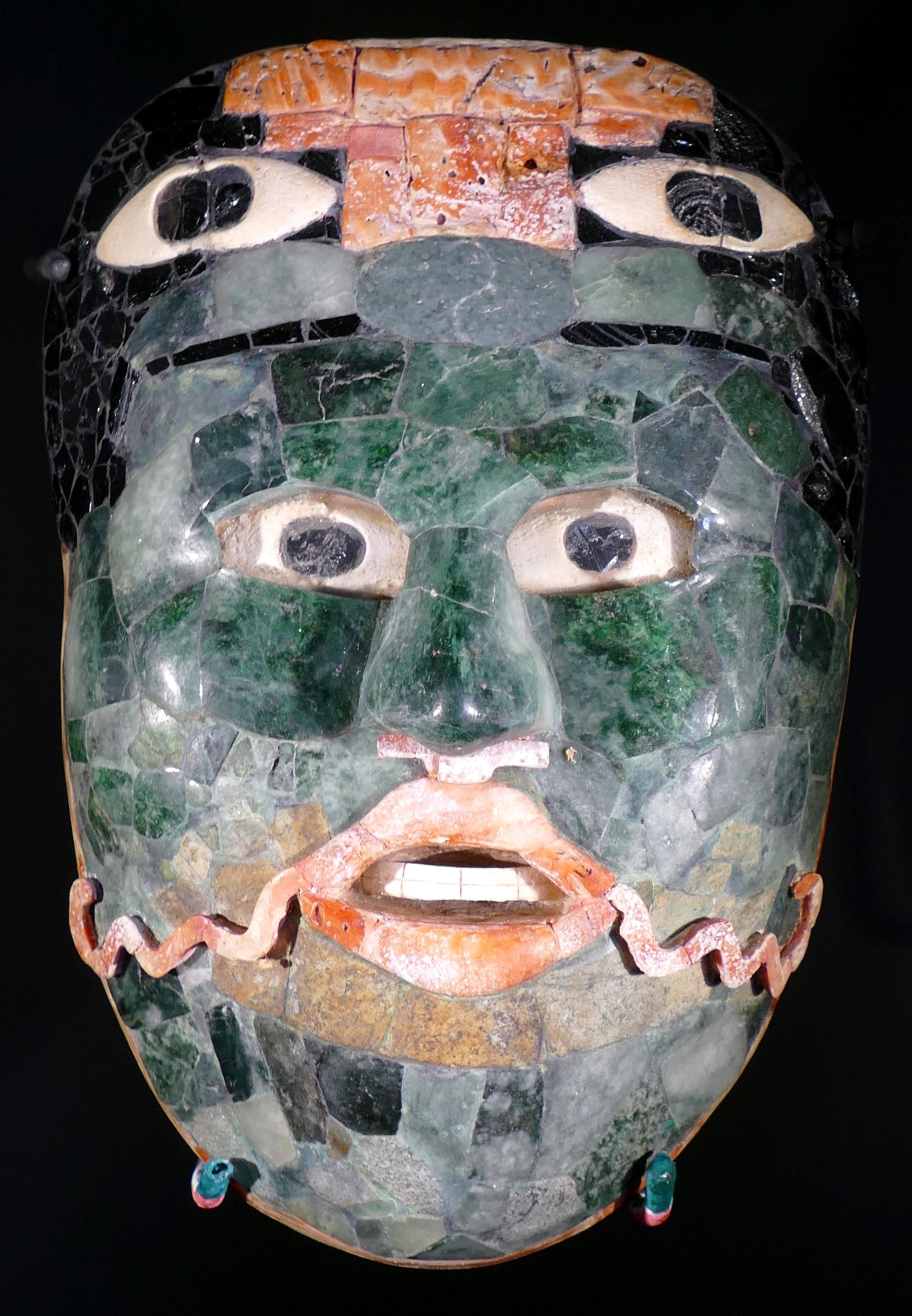
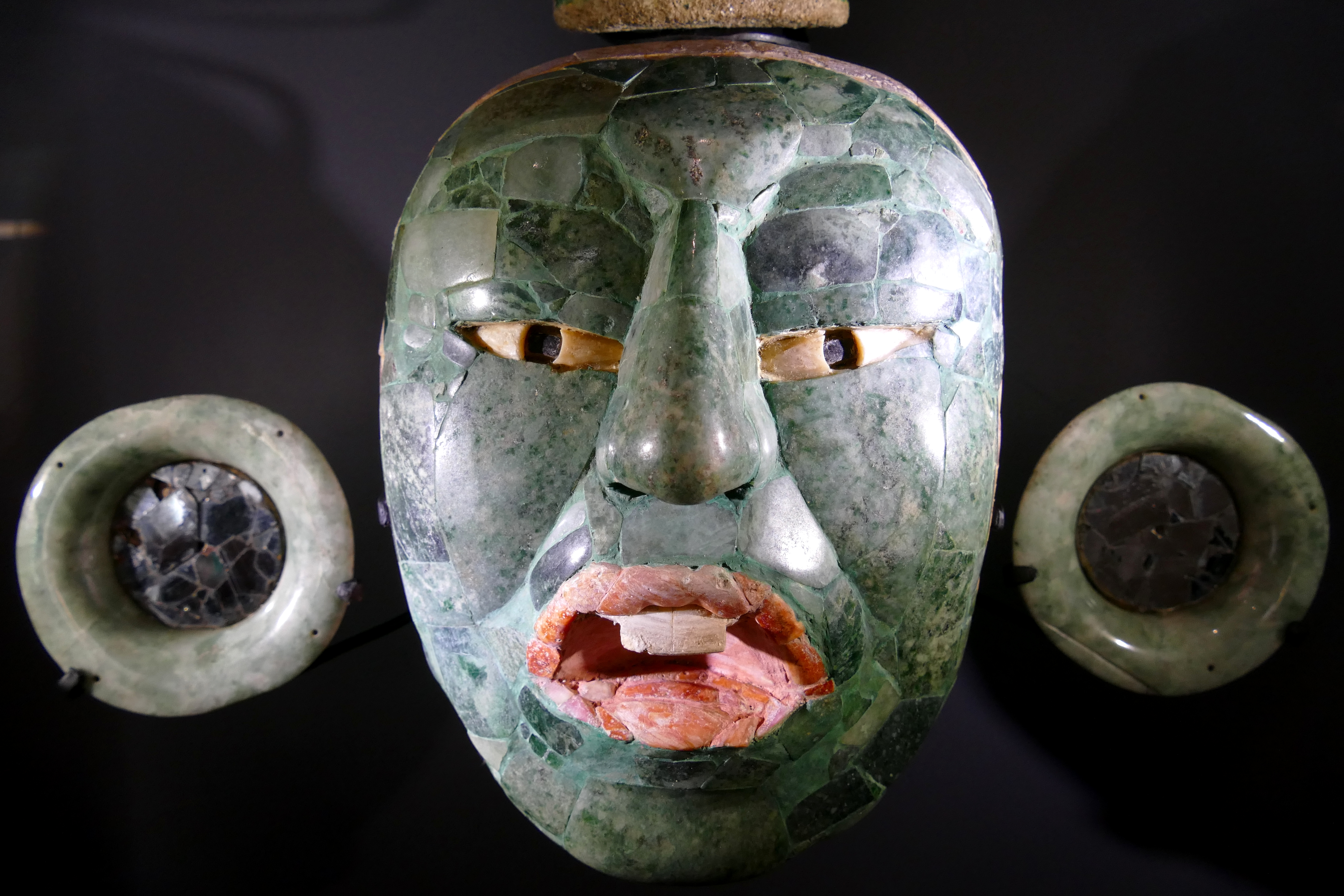
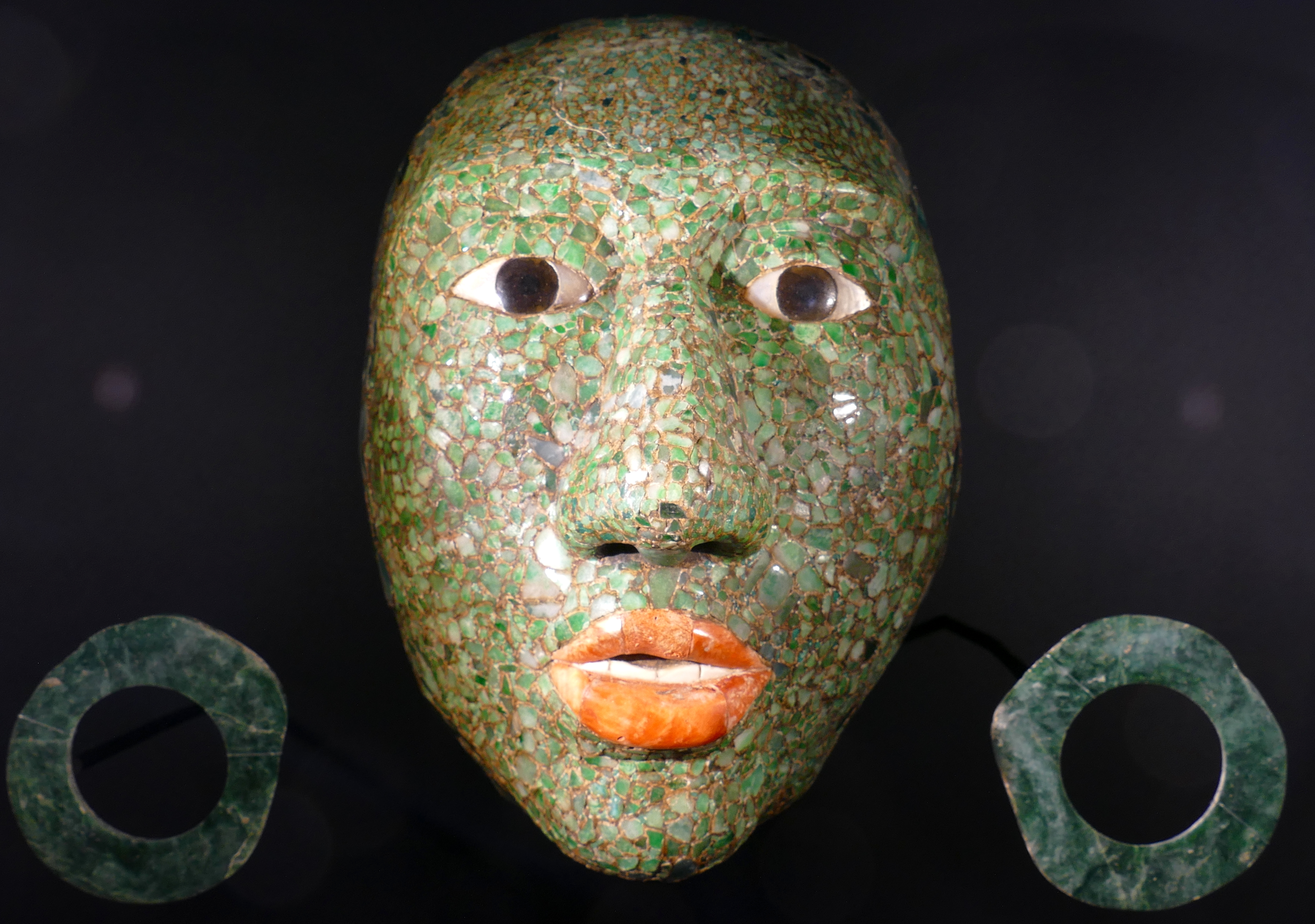
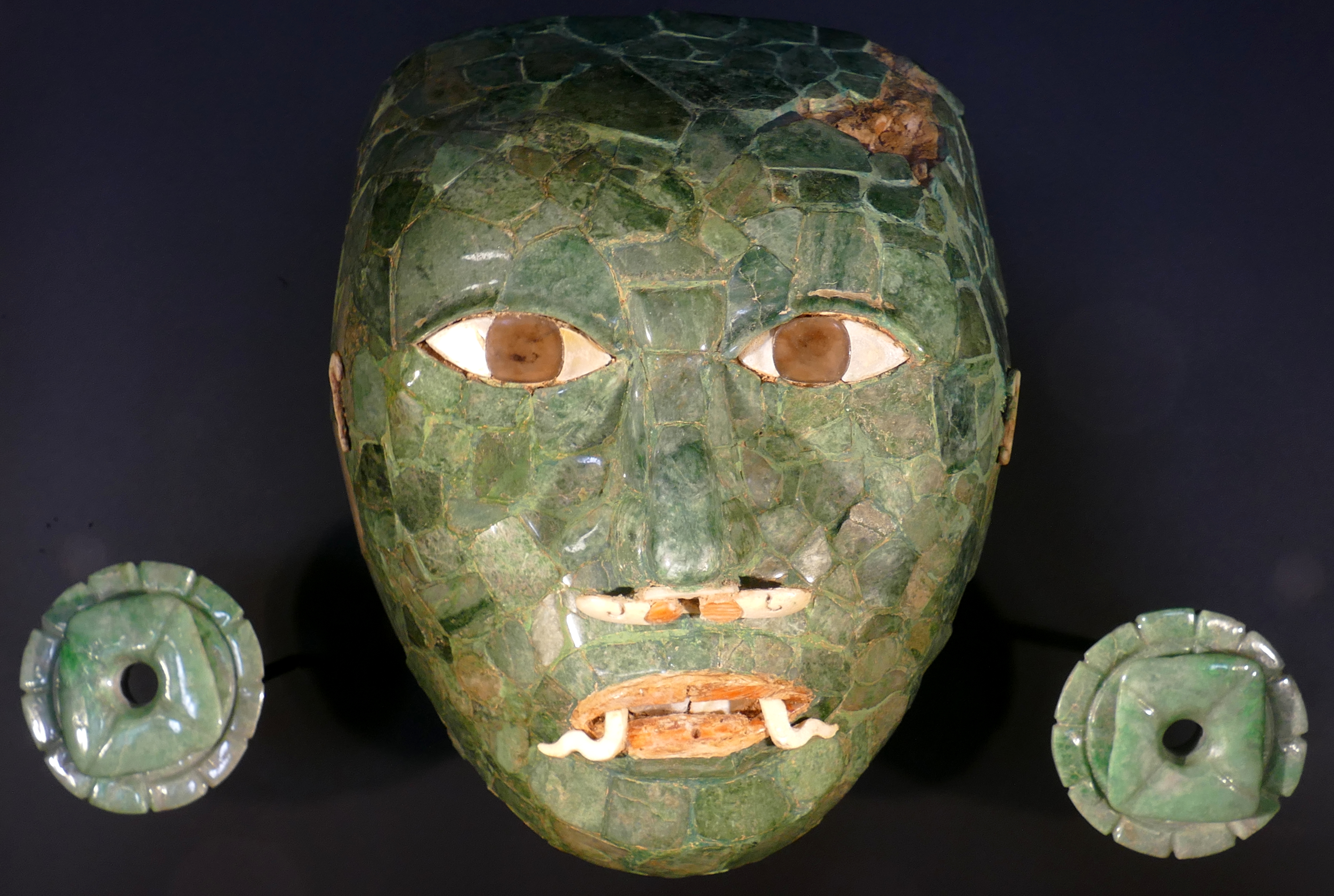
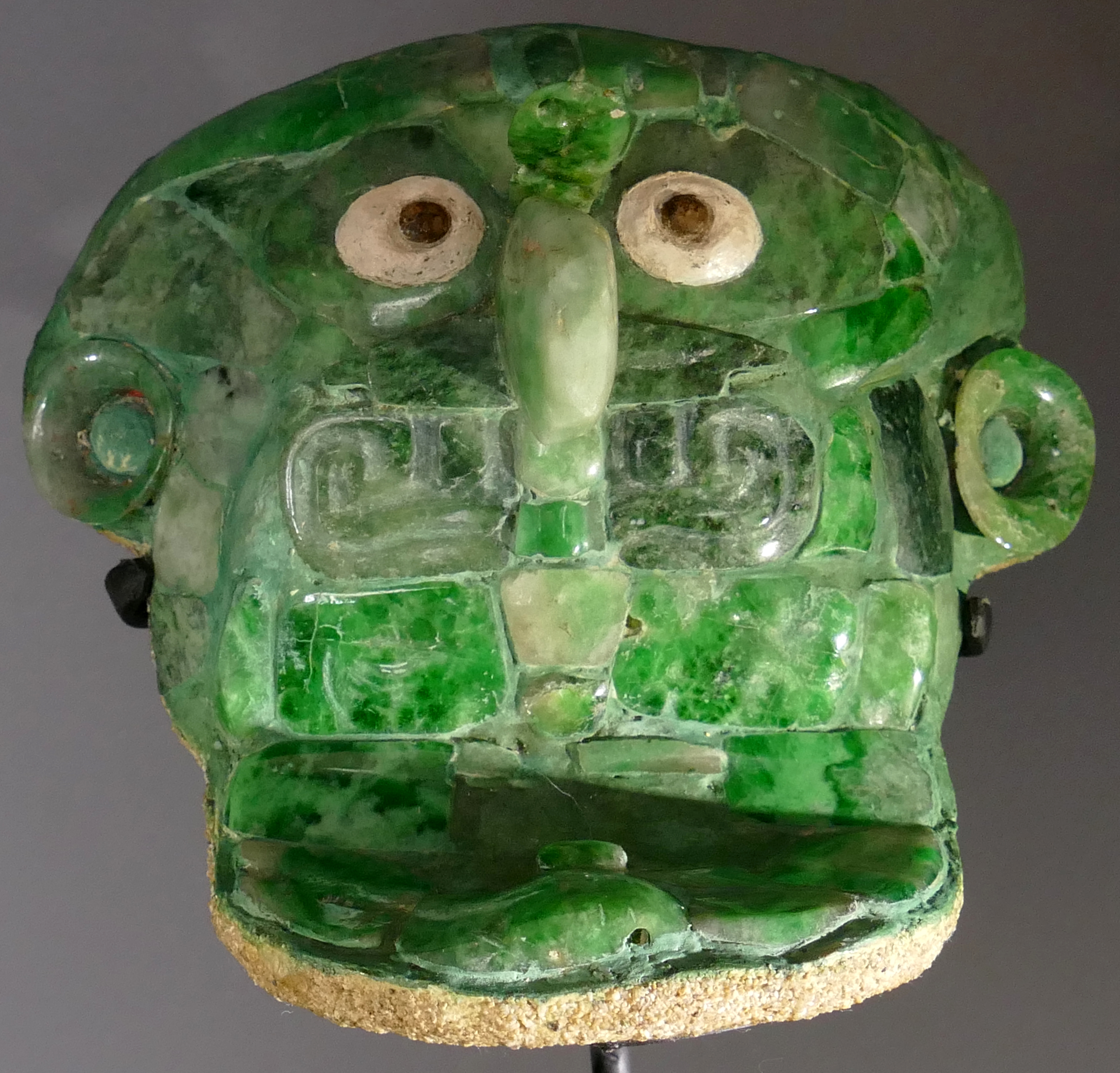